# Medaglia Spingarn
La medaglia Spingarn è un riconoscimento annuale della National Association for the Advancement of Colored People (NAACP) la medaglia prende il nome da Joel Elias Spingarn. Martin Luther King fu il premiato più giovane

## Lista dei vincitori
- 1915 Ernest E. Just (biologo)
- 1916 Colonel Charles Young (militare)
- 1917 Harry T. Burleigh (compositore e cantante)
- 1918 William Stanley Braithwaite (poeta)
- 1919 Archibald H. Grimke (politico)
- 1920 William Edward Burghardt Du Bois (fondatore della NAACP)
- 1921 Charles S. Gilpin (attore)
- 1922 Mary B. Talbert (presidentessa della National Association of Colored Women)
- 1923 George Washington Carver (botanico)
- 1924 Roland Hayes (cantante)
- 1925 James Weldon Johnson (poeta)
- 1926 Carter G. Woodson (storico)
- 1927 Anthony Overton (uomo d'affari)
- 1928 Charles W. Chesnutt (scrittore)
- 1929 Mordecai W. Johnson (educatore)
- 1930 Henry A. Hunt (insegnante)
- 1931 Richard B. Harrison (attore)
- 1932 Robert Russa Moton (professore e scrittore)
- 1933 Max Yergan (missionario)
- 1934 William T. B. Williams (professore)
- 1935 Mary McLeod Bethune (attivista)
- 1936 John Hope (attivista)
- 1937 Walter F. White (membro della NAACP)
- 1939 Marian Anderson (cantante d'opera)
- 1940 Louis T. Wright (medico)
- 1941 Richard Wright (scrittore)
- 1942 Asa Philip Randolph (sindacalista)
- 1943 William H. Hastie (giurista)
- 1944 Charles R. Drew (medico)
- 1945 Paul Robeson (cantante ed attore)
- 1946 Thurgood Marshall (avvocato)
- 1947 Percy Lavon Julian (ricercatore)
- 1948 Channing Heggie Tobias (attivista)
- 1949 Ralph Bunche (Premio Nobel per la pace nel 1950)
- 1950 Charles Hamilton Houston (avvocato)
- 1951 Mabel Keaton Staupers (infermiera e leader del National Association of Colored Graduate Nurses)
- 1952 Harry T. Moore (leader del NAACP)
- 1953 Paul R. Williams (architetto)
- 1954 Theodore K. Lawless (medico)
- 1955 Carl J. Murphy (editore)
- 1956 Jack R. Robinson (atleta)
- 1957 Martin Luther King (Premio Nobel per la pace)
- 1958 Daisy Bates (attivista)
- 1959 Duke Ellington (compositore e pianista)
- 1960 Langston Hughes (poeta)
- 1961 Kenneth B. Clark (medico)
- 1962 Robert C. Weaver (economista)
- 1963 Medgar Evers (attivista)
- 1964 Roy Wilkins (membro della NAACP)
- 1965 Leontyne Price (cantante lirica)
- 1966 John Harold Johnson (fondatore della Johnson Publishing Co.)
- 1967 Edward Brooke (politico)
- 1968 Sammy Davis (ballerino e cantante)
- 1969 Clarence M. Mitchell, Jr. (attivista)
- 1970 Jacob Lawrence (pittore)
- 1971 Leon Howard Sullivan (attivista)
- 1972 Gordon Parks (scrittore)
- 1973 Wilson C. Riles (educatore)
- 1974 Damon J. Keith (giudice)
- 1975 Henry L. "Hank" Aaron (giocatore di baseball)
- 1976 Alvin Ailey (ballerino)
- 1977 Alexander P. Haley (scrittore)
- 1978 Andrew Young (attivista)
- 1979 Rosa L. Parks (attivista)
- 1980 Rayford W. Logan (scrittore)
- 1981 Coleman A. Young (politico)
- 1982 Benjamin Mays (attivista presidente del Morehouse College)
- 1983 Lena Horne (cantante)
- 1984 Thomas Bradley (politico)
- 1985 William H. "Bill" Cosby, Jr. (attore e comico)
- 1986 Benjamin Hooks (attivista)
- 1987 Percy Sutton (attivista)
- 1988 Frederick Douglass Patterson (educatore)
- 1989 Jesse L. Jackson (attivista)
- 1990 L. Douglas Wilder (politico)
- 1991 Colin L. Powell (militare e politico)
- 1992 Barbara C. Jordan (politica)
- 1993 Dorothy I. Height (presidentessa della National Council of Negro Women)
- 1994 Maya Angelou (scrittrice)
- 1995 John Hope Franklin (storico)
- 1996 Aloyisus Leon Higginbotham (attivista e giudice)
- 1997 Carl T. Rowan (giornalista)
- 1998 Myrlie Evers-Williams (presidente della NAACP)
- 1999 Earl G. Graves (presidente del Black Enterprise Magazine)
- 2000 Oprah Winfrey (attrice)
- 2001 Vernon E. Jordan (imprenditore e attivista)
- 2002 John Lewis (politico)
- 2003 Constance Baker Motley (giudice)
- 2004 Robert L. Carter (giudice, cofondatore della National Conference of Black Lawyers)
- 2005 Oliver W. Hill (avvocato)
- 2006 Benjamin Carson (medico)
- 2007 John Conyers (politico)
- 2008 Ruby Dee (attrice)
- 2009 Julian Bond (attivista)
- 2010 Cicely Tyson (attrice)
- 2011 Frankie Muse Freeman (avvocato e attivista)
- 2012 Harry Belafonte (musicista, attore e attivista)
- 2013 Jessye Norman (cantante lirica e vincitrice del Grammy Award)
- 2014 Quincy Jones (compositore, produttore discografico e vincitore del Grammy Award)
- 2015 Sidney Poitier (attore e attivista, vincitore del Premio Oscar)
- 2016 Nathaniel R. Jones (giurista)
- 2018 Willie L. Brown (ex sindaco di San Francisco)
- 2019 Patrick Gaspard (attivista)
- 2021 Cato T. Laurencin
- 2022 Jim Clyburn (politico)